# مکزیکن کولونی کالیفرنیا
مکزیکن کولونی کالیفرنیا (به انگلیسی: Mexican Colony) یک منطقهٔ مسکونی در ایالات متحده آمریکا است که در شهرستان کرن، کالیفرنیا واقع شده‌است. مکزیکن کولونی کالیفرنیا ۰٫۰۸۳ کیلومتر مربع مساحت و ۲۸۱ نفر جمعیت دارد و ۱۰۱ متر بالاتر از سطح دریا واقع شده‌است.